# Espacio localmente convexo
En análisis funcional y en áreas relativas a las matemáticas, espacios vectoriales topológicos localmente convexos o espacios localmente convexos son ejemplos de espacios vectoriales topológicos los cuales generalizan los espacios normados. Pueden ser definidos como espacios vectoriales topológicos cuya topología es generada por transformaciones de equilibrio, absorbentes, conjuntos convexos. Paralelamente, pueden ser definidos como un espacio vectorial con una familia de seminormas y una topología puede ser definida en términos de esa familia. Aunque en general tales espacios no son necesariamente normables, la existencia de una base localmente convexa para el vector cero es lo suficientemente fuerte para sustentar el teorema de Hahn-Banach, produciendo así una teoría lo suficientemente rica de funcionales lineales continuos.
Los espacios de Fréchet son espacios localmente convexos que están dotados de una métrica y son completos respecto a esta métrica. Son generalizaciones de los espacios de Banach, que a su vez son espacios vectoriales completos con respecto a una norma.

## Definición
Suponga que V es un espacio vectorial sobre K, un subcuerpo de los números complejos (normalmente C o R). Un espacio localmente convexo es definido bien sea en términos de conjuntos convexos o equivalentemente en términos de seminorma.

### Conjuntos Convexos
Un subconjunto C en V se dice
1. Convexo si para cada x e y en C, tx+(1–t) y esta en C para todo t en el intervalo unitario, tal que 0 ≤ t ≤ 1. En otras palabras, C contiene todos los segmentos de línea entre cualesquiera dos puntos en C.
2. Redondeado si para todo x en C, λx está en C si |λ|=1. Si el cuerpo subyacente K son los números reales, lo que significa que C es igual a su reflexión a través del origen. Para un espacio vectorial complejo B esto significa que para cualquier x en C, C contiene la circunferencia que pasa por x, centrada en el origen, en el subespacio unidimensional complejo generado por x.
3. Un Cono (cuando los cuerpos subyacentes están ordenados) si para todo x en C y 0 ≤ λ ≤ 1, λx está en C.
4. Equilibrado si para todo x en C, λxestá en C si |λ| ≤ 1. Si el cuerpo subyacente K son los números reales, esta significa que si x está en C, C contiene el segmento de línea entre x y -x. Para un espacio vectorial complejo V, esto significa que para algún x en C, C contiene el disco con x en su frontera, centrado en el origen, en el espacio unidimensional generado por x. Equivalentemente, un conjunto equilibrado es un cono redondeado.
5. Absorbente si la unión de tC sobre todo t > 0, pertenece todo a V, o equivalentemente para todo x en V, tx está en C para algún t > 0. El conjunto C puede ser ampliado a absorber cualquier punto en el espacio.
6. Absolutamente convexo si es a la vez equilibrado y convexo.

Un espacio vectorial topológico localmente convexo es un espacio vectorial topológico en el cual el origen tiene una base local de conjuntos absorbentes y absolutamente convexos. Debido a que la traslación es (por definición de espacio vectorial topológico) continua, todas las traslaciones son homeomorfismos, por tanto toda base para las vecindades del origen puede ser trasladada a una base para las vecindades de cualquier vector dado.

### Seminormas
Una seminorma en V es una función p : V → R tal que:
1. p es positiva o semidefinida positiva:p(x) ≥ 0.
2. p es homogéneamente positiva o escaladamente positiva: p(λx) = |λ| p(x) para todo escalar λ. Entonces en particular, p(0) = 0.
3. p es subaditivo. Satisface la desigualdad triangular: p(x + y) ≤ p(x) + p(y).

Si p es estrictamente positiva, establece que si p(x) = 0 entonces x = 0, luego p es una norma. Mientras que en general, las seminormas no necesariamente son normas, existe una analogía de este criterio para familias de seminormas, separadamente, definida a continuación.
Un espacio locamente convexo está entonces definido como un espacio vectorial V de seminormas {pα}α ∈ A en V. El espacio contiene una topología natural, la topología inicial de las seminormas. En otras palabras es la topología más fuerte para la cual todas las funciones x → pα(x−x0), x0 ∈ V, α ∈ A, son continuas. Una base de vecindades de x0 para esa topología es obtenida de la siguiente forma: para todo subconjunto finito B de A y todo ε > 0, sea
{\displaystyle U_{B,\varepsilon }(x_{0})=\{x\in V:p_{\alpha }(x-x_{0})<\varepsilon ,\ \ \alpha \in B\}.}
Las operaciones del espacio vectorial son continuas en esta topología, siguiendo las propiedades dos y tres mencionadas anteriormente. El resultante espacio vectorial topológico es localmente convexo debido a que cada miembro de la familia generadora es convexo.